# Oldehove
Oldehove é uma torre de igreja inacabada situada no centro da cidade de Leeuwarden, nos Países Baixos.

## História
Oldehove é também o nome de um monte artificial (terp), onde no século IX foi construída uma igreja católica dedicada a São Vito. A construção da torre gótica tardia adjunta iniciou-se em 1529, após os habitantes de Leeuwarden terem exigido uma torre mais alta que a da cidade de Groninga, a Martinitoren (torre de São Martinho). Jacob van Aken (ou Aaken) e Cornelis Frederiksz foram os arquitetos responsáveis.
Durante sua a construção, a torre ficou inclinada. Os construtores tentaram compensar a inclinação, mas o projeto foi interrompido entre 1532 e 1533. Entre 1595 e 1596, a igreja abandonada foi demolida, cuja torre permaneceu. Foi construída com tijolos e arenitos de Grafschaft Bentheim. Há sinos de 2 100 kg, construídos por Hans Falck em 1633 e por Jacob Noteman em 1637. A torre foi declarada Rijksmonument, sob o número 24331.
A altura da torre é de 39 metros. O depositário da torre é o Centro Histórico de Leeuwarden.